# Kanton Maël-Carhaix
Maël-Carhaix is een voormalig kanton van het Franse departement Côtes-d'Armor. Het kanton maakte deel uit van het arrondissement Guingamp. Het werd opgeheven bij decreet van 13 februari 2014 met uitwerking op 22 maart 2015. Alle gemeenten werden toegevoegd aan het kanton Rostrenen.

## Gemeenten
Het kanton Maël-Carhaix omvatte de volgende gemeenten:
- Locarn
- Maël-Carhaix (hoofdplaats)
- Le Moustoir
- Paule
- Plévin
- Trébrivan
- Treffrin
- Tréogan